# 佳禮論壇
佳禮网（马来文）是马来西亚综合门户网站，2012年从网络社区综合论坛成功转型为综合门户资讯网站，为佳礼网络有限公司（Cari Internet Sdn Bhd）所拥有，由柳樹吉先生於1996年創辦。
其中，佳礼网站的论坛是馬來西亞最大的及多語種（三語：中文、英文、馬來文）論壇，依Alexa数据，截至2014年2月为止，3个月瀏覽人數统计為國內20名内。佳礼网同時提供新聞、購物、综合资讯内容、廣告刊登、聊天室、字典、網上中文輸入法及部落客等多項服務。
佳礼网也是该国第一个搜索引擎及门户网站，同时经营网上花店服务Flowers.com.my及网页寄存服务Onnet。
中文名称“佳礼”音译自马来语名称（国际音标：/tʃari/），意为“寻找”、“搜索”，希望协助网民寻找任何有关马来西亚资讯、新闻及讨论话题等。

## 簡介
內含33個子論壇180個孫論壇，版主（管理員）300余人。
佳禮2016年有60萬餘註冊會員，使用者78%來自馬來西亞，其餘依序來自新加坡（6.8%）、中國（3.8%）、英國（1.7%）、美國（1.6%）及其他地區（8.1%）。註冊過程採自由注冊制，以電郵認證。

## 網站排名
佳礼的网站浏览量排名如下：
| 年份    | 馬來西亞排名 | 世界排名 |
| ------- | ------------ | -------- |
| 2017.9  | 126          | 17,155   |
| 2012.11 | 16           | 3,600    |

## 业务发展
佳礼于1996年由柳树吉创办，所提供的中文、英文、马来文三语服务在当时是绝无仅有的。 成立后，佳礼对成本保持严格控制，使其得以发展成全国十大门户网站。2000年出让15%股权取得AKN.com马币250万令吉 （65.7万美金）的创业投资，这15%股权过后又转卖给Swansoft Technologies。2001年受互联网泡沫破裂影响，促使佳礼将广告开销从2000年的45万令吉削减至2001年的5万令吉， 但該年依然未能取得盈利。
2003年，佳礼与当地电子付费服务公司Commerce Payment Sdn. Bhd.合伙，展示了自身开发的电子商务平台。

## 法律纠纷
2001年，佳礼曾就版权问题考虑起诉Catcha.com。
2008年，佳礼遭《光华日报》副总经理梁宗宝起诉，起因于2006年佳礼论坛出现涉嫌影射诽谤梁宗宝的帖子，梁宗宝三度去信要求佳礼提供发帖者的资料及IP地址不果，进而起诉佳礼。槟城高等法院法官拿督峇利亚发出庭令，谕令佳礼必需交出有关发贴者的相关资料并支付堂费。